# 가바시마 히카리
가바시마 히카리(일본어: 椛島 光, 1996년 6 월 8일~)는 일본의 여성 배우이자, 성우, 아이돌이다.